# Canton de Saint-Denis-Sud
Le canton de Saint-Denis-Sud est une ancienne division administrative française située dans le département de la Seine-Saint-Denis et la région Île-de-France.
Il a été scindé lors du redécoupage cantonal de 2014 pour former, avec d'autres, les cantons de Saint-Denis-1 et de Saint-Ouen

## Histoire
Le canton de Saint-Denis-Sud a été créé par le décret du 20 juillet 1967, lors de la constitution du département de la Seine-Saint-Denis.
Un nouveau découpage territorial de la Seine-Saint-Denis entré en vigueur à l'occasion des premières élections départementales suivant le décret du 21 février 2014. Les conseillers départementaux sont, à compter de ces élections, élus au scrutin majoritaire binominal mixte. Les électeurs de chaque canton élisent au conseil départemental, nouvelle appellation du conseil général, deux membres de sexe différent, qui se présentent en binôme de candidats. Les conseillers départementaux sont élus pour 6 ans au scrutin binominal majoritaire à deux tours, l'accès au second tour nécessitant 12,5 % des inscrits au 1er tour. En outre, la totalité des conseillers départementaux est renouvelée. Ce nouveau mode de scrutin nécessite un redécoupage des cantons dont le nombre est divisé par deux avec arrondi à l'unité impaire supérieure si ce nombre n'est pas entier impair, assorti de conditions de seuils minimaux. En Seine-Saint-Denis, le nombre de cantons passe ainsi de 40 à 21.
Dans ce cadre, le canton est scindé pour former une partie des cantons de Saint-Denis-1 et de Saint-Ouen à compter des élections départementales françaises de 2015.

## Administration

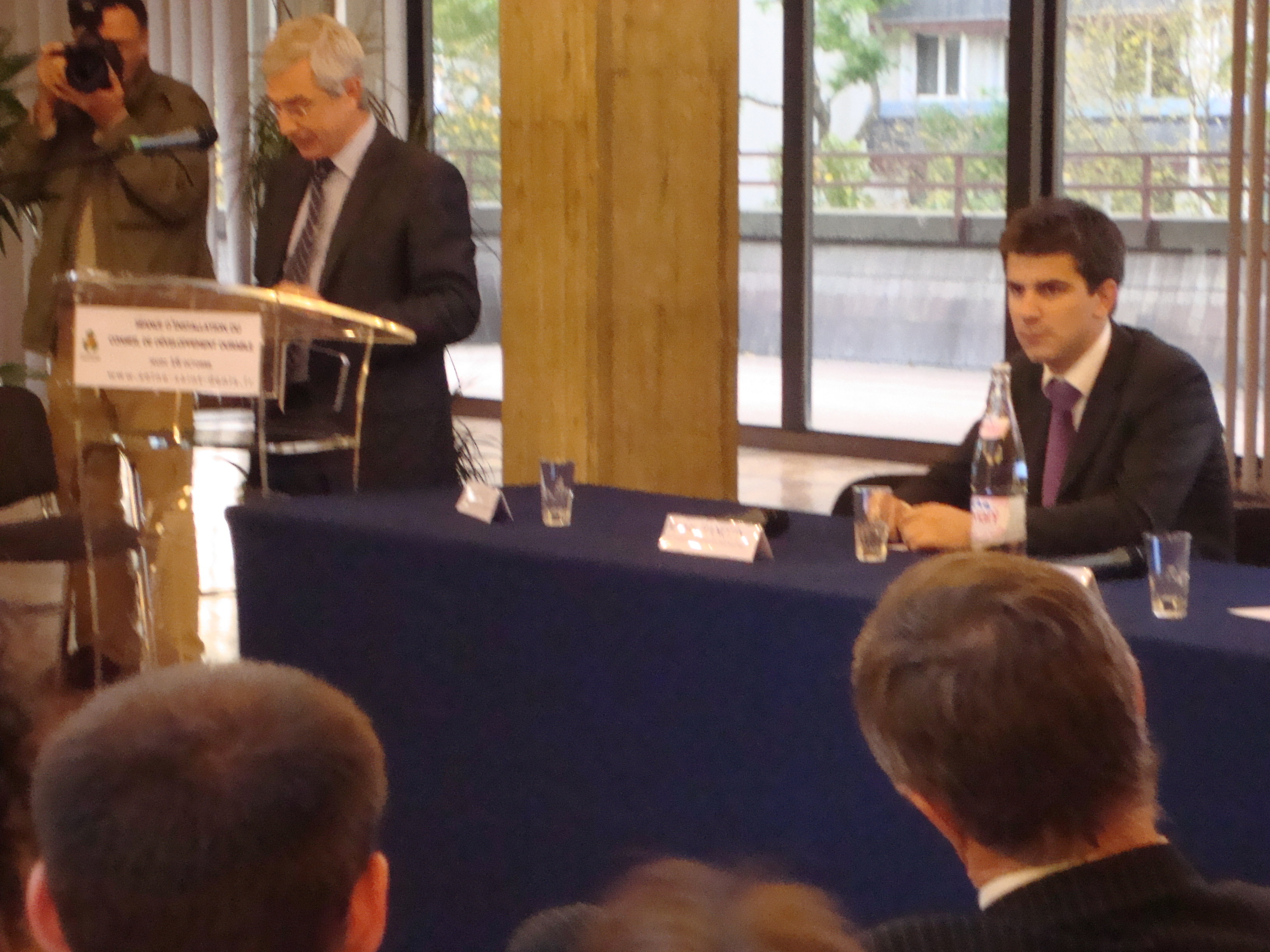
Matthieu Hanotin (à droite) avec Claude Bartolone.

| Période | Période | Identité        | Étiquette | Qualité |
| ------- | ------- | --------------- | --------- | --- |
| 1967    | 2001    | Josiane Andros  | PCF       | Employée de bureau Maire de L'Île-Saint-Denis (1971 → 1998) |
| 2001    | 2008    | Ronan Kerrest   | PCF       | Maire-adjoint de L'Île-Saint-Denis |
| 2008    | 2015    | Mathieu Hanotin | PS        | Cadre A de la Fonction publique territoriale Vice-président du conseil général (2008 → 2015) Député de la Seine-Saint-Denis (2012 → 2017) Conseiller municipal de Saint-Denis en 2014 (démissionnaire) Élu en 2015 dans le canton de Saint-Denis-1 |

## Composition
Le canton de Saint-Denis-Sud comprenait, selon son décret de création et la toponymie de 1967 :
- le sud de Saint-Denis, délimité « au Nord par le canal de Saint-Denis (depuis la Seine jusqu'à la limite d'Aubervilliers) »,
- L'Île-Saint-Denis,
- une partie de Saint-Ouen, située à l'est  de la ville « délimitée à l'Est par l'axe de la rue du Général-Leclerc (jusqu'à la rue Adrien-Lesesne), l'axe de la rue Adrien-Lesesne (jusqu'à la rue du Docteur-Bauer), l'axe de la rue du Docteur-Bauer (jusqu'à la rue Albert-Dhalenne), l'axe de la rue Albert-Dhalenne jusqu'à la Seine[1] ». L'autre partie de Saint-Ouen était rattachée au canton de Saint-Ouen.

Enfin, Saint-Denis comprenait également le canton de Saint-Denis-Nord-Est et le canton de Saint-Denis-Nord-Ouest.
| Communes                         | Population (2012) | Code postal | Code Insee |
| -------------------------------- | ----------------- | ----------- | ---------- |
| L'Île-Saint-Denis                | 7 037             | 93 450      | 93 039     |
| Saint-Denis, fraction de commune | 107 762           | 93 210      | 93 066     |
| Saint-Ouen, fraction de commune  | 47 783            | 93 400      | 93 070     |

À l'intérieur du canton, la répartition de la population en 2011 était :
- L'Île-Saint-Denis : 7 037 habitants ;
- fraction de Saint-Denis : 25 562 habitants ;
- fraction de Saint-Ouen : 17 769 habitants.

## Démographie
| 1962 | 1968 | 1975 | 1982 | 1990   | 1999   | 2006   | 2011   | - | - |
| ---- | ---- | ---- | ---- | ------ | ------ | ------ | ------ | - | - |
| -    | -    | -    | -    | 34 581 | 31 615 | 37 669 | 50 465 | - | - |